# Anupan Kerdsompong
Anupan Kerdsompong (thailändisch อนุพันธ์ เกิดสมพงษ์, * 25. Juli 1994), auch als Tik bekannt, ist ein thailändischer Fußballspieler.

## Karriere
Anupan Kerdsompong spielt seit mindestens 2014 beim Khon Kaen FC. Der Verein aus Khon Kaen, einer Stadt in der Provinz Khon Kaen in der Nordostregion von Thailand, dem Isan, spielte in der zweiten Liga des Landes, der Thai Premier League Division 1. Ende 2014 musste er mit dem Verein in die dritte Liga, der damaligen Regional League Division 2, absteigen. Nach der Ligareform wurde die dritte Liga Anfang 2017 in Thai League 3 umbenannt. Hier spielte er mit Khon Kaen in der Upper Region. Ende 2017 wurde er mit dem Verein Meister der T3–Upper und stieg in die zweite Liga auf. Zur Saison 2021/22 wechselte er zum Zweitligaaufsteiger Raj-Pracha FC nach Bangkok. Mit dem Hauptstadtverein spielte er 28-mal in der zweiten Liga. Am Ende der Saison musste er mit dem Verein wieder in die dritte Liga absteigen. Nach dem Abstieg verließ er den Verein und schloss sich im Juni 2022 dem Zweitligaaufsteiger Uthai Thani FC an. Am Ende der Saison wurde er mit dem Verein aus Uthai Thani Tabellendritter und qualifizierte sich somit für die Aufstiegsspiele zur ersten Liga. Hier konnte man sich im Finale gegen den Customs United FC durchsetzen und stieg in die erste Liga auf. Bis Dezember 2023 kam er in der ersten Liga nicht zum Einsatz. Am 31. Dezember 2023 wechselte er nach Kanchanaburi zum Zweitligisten Dragon Pathumwan Kanchanaburi FC. Nach drei Ligaspielen wurde sein Vertrag im Sommer 2024 nicht verlängert. Nach kurzer Vertragslosigkeit nahm ihn der Drittligist Navy FC im Dezember 2024 unter Vertrag. Mit dem Verein aus Sattahip spielt er in der Eastern Region der Liga. Am Ende der Saison 2024/25 feierte er mit dem Verein die Meisterschaft der Region. Nach insgesamt fünf Ligaspielen wurde sein Vertrag im Sommer 2025 nicht verlängert.

## Erfolge
Khon Kaen FC
- Thai League 3 – Upper Region: 2017  ▲

Navy FC
- Thai League 3 – East: 2024/25